# 7108 Nefedov
7108 Nefedov este un asteroid din centura principală de asteroizi.

## Descriere
7108 Nefedov este un asteroid din centura principală de asteroizi. A fost descoperit pe 2 septembrie 1981 la Observatorul de Astrofizică din Crimeea de Nikolai Cernîh. El prezintă o orbită caracterizată de o semiaxă mare de 2,97 ua, o excentricitate de 0,19 și o înclinație de 3,1° în raport cu ecliptica.